# Julspel

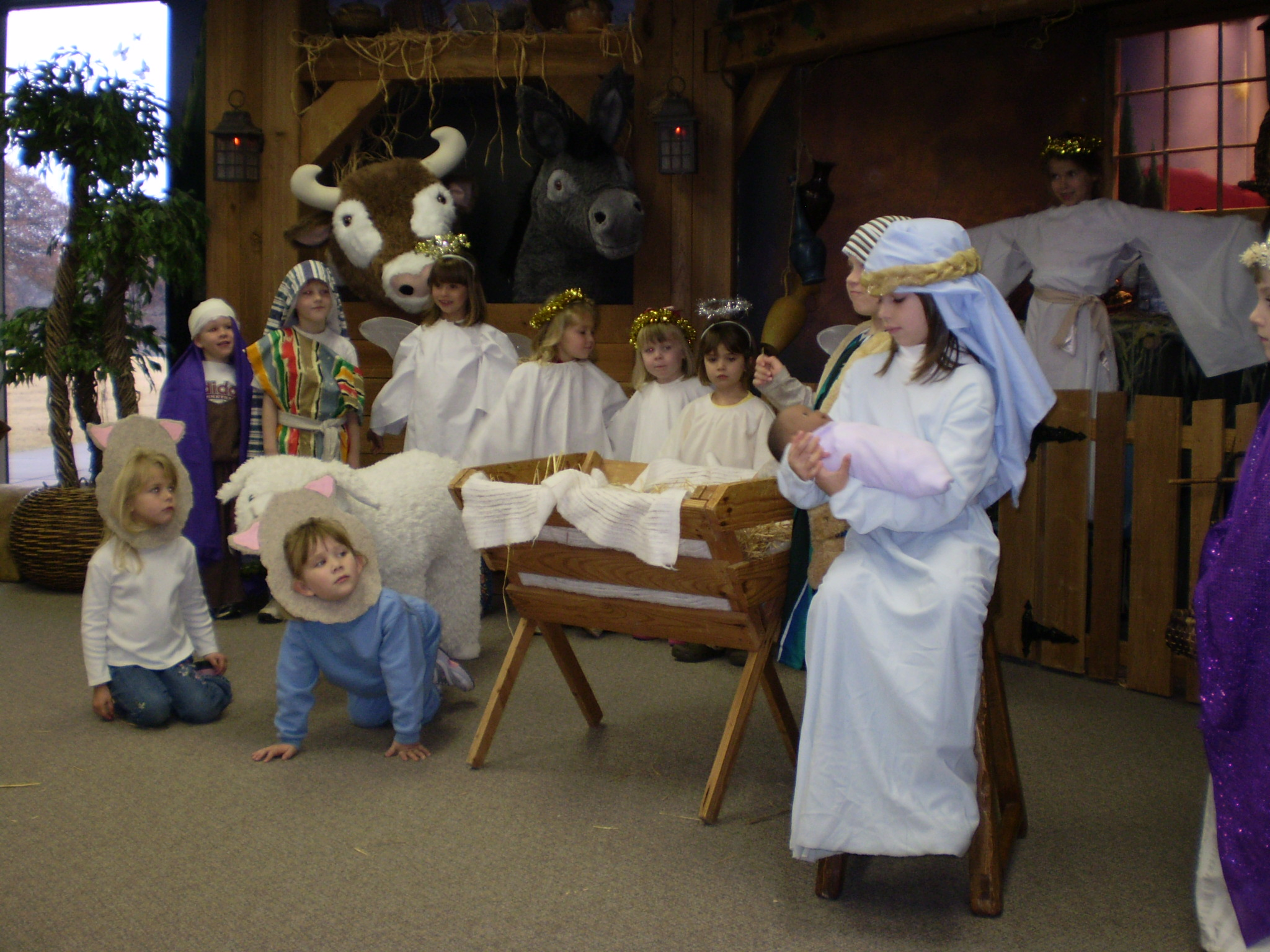
Barnen har julspel i Oklahoma 2007.

Ett julspel innebär att man till jul spelar upp julevangeliet, det vill säga Bibelns berättelser om Jesu födelse i Betlehem. Ofta ingår även julsånger och läsning ur Bibeln-skolans religionsbok eller liknande. En docka används oftast i rollen som jesusbarnet.
Franciskus av Assisi höll sin midnattsmässan i Greccio på julafton 1223, med levande djur, framför julkrubban. I Tyskland brukar en barnmässa på julafton, Weihnachtsgeschichte ("julberättelse") hållas, vilken innehåller ett så kallat Krippenspiel ("krubbspel").
I skolorna genomför många klasser julspel i samband med julavslutningen.
I Storbritannien, med mycket sekularism och mångkultur, hade många skolor runt 2007 slutat med julspel, och en debatt om politisk korrekthet blossade upp.

### Fotnoter
1. ↑  Henry, Julie (3 december 2007). ”School nativity plays under threat”. The Daily Telegraph. http://www.telegraph.co.uk/news/uknews/1571187/School-nativity-plays-under-threat.html. Läst 14 december 2007.